# Cirillo Floreanini
Cirillo Floreanini (Enemonzo, 16 marzo 1924 – Tolmezzo, 2 giugno 2003) è stato un alpinista italiano.

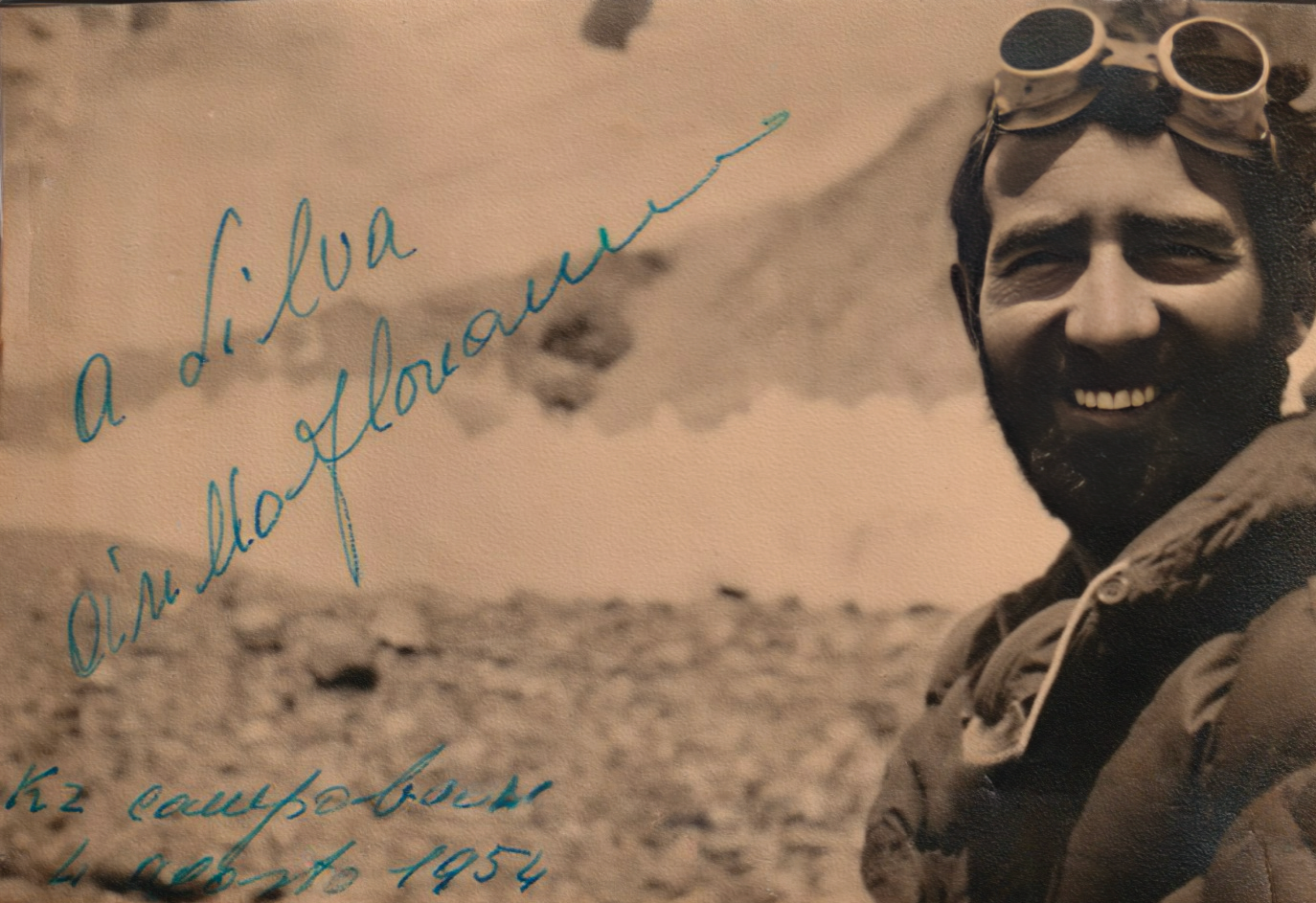
Cirillio Floreanini al campo base del K2 il 4 agosto 1954

Fu uno dei membri che presero parte alla spedizione al K2 del 1954. È considerato uno dei padri del Soccorso alpino italiano.

## Biografia
Svolse il servizio di leva nel 1943 presso la Scuola militare alpina di Aosta. Nel 1948 divenne istruttore alpino nazionale del CAI.
Conquistò il Piccolo Mangart (aprendo una nuova via sulla parete nord); salì per la prima volta in inverno la via Deye-Peters alla Torre della Madre del Camosci; proseguì l'attività alpinistica sulle Dolomiti e nelle Alpi centrali. Nel 1950 venne ammesso nel Club Alpino Accademico Italiano.
Nel 1953 fu il primo responsabile del neo costituito nucleo del soccorso alpino di Cave del Predil. Nel 1954, con la fondazione del Corpo nazionale soccorso alpino e speleologico venne nominato capo delegazione del Friuli-Venezia Giulia (carica che mantenne sino al 1994).
Nel 1954 venne scelto da Ardito Desio per far parte della spedizione al K2 del 1954. A causa di una caduta in tratto intermedio dell'ascesa, non poté attaccare la vetta del K2.
Nel 1986 gli venne conferita la medaglia d'oro del Club Alpino Italiano.